# Begonia acetosella
Begonia acetosella es una especie de planta de la familia Begoniaceae. Esta begonia es originaria de China (Yunnan y Xizang). La especie pertenece a la sección Sphenanthera; fue descrita en 1912 por el botánico William Grant Craib (1882-1933). El epíteto específico es acetosella que significa «amargo».

## Sinonimia
- Begonia acetosella var. acetosella
- Begonia tetragona Irmsch.

## Lista de variedades
Según Kew Gardens y Catalogue of Life:
- variedad Begonia acetosella var. acetosella
- variedad Begonia acetosella var. hirtifolia Irmsch. (1939)

Según Tropicos.org (La lista posiblemente contenga sinónimos):
- variedad Begonia acetosella var. acetosella
- variedad Begonia acetosella var. hirtella Irmsch.
- variedad Begonia acetosella var. hirtifolia Irmsch.